# Cyclosa bulleri
Cyclosa bulleri är en spindelart som först beskrevs av Tord Tamerlan Teodor Thorell 1881.  Cyclosa bulleri ingår i släktet Cyclosa och familjen hjulspindlar. Inga underarter finns listade i Catalogue of Life.